# Carlentini
Carlentini es una comuna siciliana de 17.599 habitantes, se encuentra en la Provincia de Siracusa (Italia). Fue fundada en 1551 por el virrey Juan de Vega, recibiendo su nombre en honor del rey Carlos I de España, a la sazón, Rey de Sicilia. 

Ubicación de la ciudad de Carlentini dentro de la provincia de Siracusa.

## Evolución demográfica
| Gráfica de evolución demográfica de Carlentini entre 1861 y 2001 |
|                                                                  |
| Fuente ISTAT - Elaboración gráfica por parte de Wikipedia        |